# Лернер, Николя
Николя Лернер (фр. Nicolas Lerner; 29 июня 1978, Париж, Франция) — высокопоставленный французский государственный служащий.

## Карьера
С 2018 года по 2024 год — генеральный директор по внутренней безопасности Франции. 
В 2024 году был назначен Советом министров Франции на должность генерального директора по внешней безопасности. На этой должности Лернер сменил Бернарда Эми.

## Награды
- Орден Почётного легиона.
- Орден «За заслуги».